# Governo Depretis VIII
Il governo Depretis VIII è stato il venticinquesimo esecutivo del Regno d'Italia, l’ottavo guidato da Agostino Depretis.  
Esso, nato in seguito alle dimissioni del governo precedente, è stato in carica dal 4 aprile al 29 luglio 1887 (data della morte di Depretis), per un totale di 116 giorni, ovvero 3 mesi e 25 giorni.
Durante questo governo, furono istituite tramite Regio decreto (poiché la legge definitiva [Legge 12 febbraio 1888, n. 5195] sarebbe stata promulgata dalle Camere solo con il governo successivo) le figure dei Sottosegretari di Stato, nominabili dai singoli dicasteri e stipendiati per il loro servizio di amministratori, assistenti ed esecutori del volere del Ministro nominante.

## Compagine di governo

### Appartenenza politica
| Partito | Partito          | Presidente | Ministri | Sottosegretari | Totale |
| ------- | ---------------- | ---------- | -------- | -------------- | ------ |
|         | Sinistra storica | 1          | 8        | 8              | 17     |
|         | Pentarchia       | -          | 2        | 2              | 4      |

### Situazione parlamentare
NOTA: Ai tempi del Regno d'Italia, poiché secondo lo Statuto Albertino il governo rispondeva nei fatti al solo Re, la fiducia parlamentare in senso moderno non era obbligatoria (ed in tal senso vari sono stati i casi di formazione di un governo palesemente privo di tale supporto). La prassi di determinare la sopravvivenza dell’esecutivo in base al supporto parlamentare, dunque, si è andata sviluppando solo successivamente, specie con l’ascesa dei partiti di massa e con l’introduzione del sistema proporzionale, in tempi molto più tardi rispetto all’unità, ed ufficialmente solo con la Costituzione della Repubblica Italiana. Per questo motivo, il grafico sottostante espone, secondo ricostruzioni e dichiarazioni, nonché secondo la composizione del governo, l’eventuale supporto che questo avrebbe o ha ottenuto.
| Camera              | Collocazione     | Partiti                 | Seggi     |
| ------------------- | ---------------- | ----------------------- | --------- |
| Camera dei deputati | Maggioranza      | DEM (292), DEM-PEN (25) | 317 / 508 |
| Camera dei deputati | Appoggio esterno | PLC (145)               | 145 / 508 |
| Camera dei deputati | Opposizione      | ER (45)                 | 45 / 508  |

## Composizione
| Carica                                | Titolare                              | Titolare                              | Titolare                                          | Sottosegretario                                        |
| Presidenza del Consiglio dei ministri | Presidenza del Consiglio dei ministri | Presidenza del Consiglio dei ministri | Presidenza del Consiglio dei ministri             | Sottosegretario di Stato alla Presidenza del Consiglio |
| ------------------------------------- | ------------------------------------- | ------------------------------------- | ------------------------------------------------- | ------------------------------------------------------ |
| Presidente del Consiglio dei ministri |                                       |                                       | Agostino Depretis (Sinistra storica)              | Carica non assegnata                                   |
| Ministero                             | Ministri                              | Ministri                              | Ministri                                          | Sottosegretario                                        |
| Affari Esteri                         |                                       |                                       | Agostino Depretis (Sinistra storica)              | Abele Damiani                                          |
| Agricoltura, Industria e Commercio    |                                       |                                       | Luigi Miceli (Sinistra storica)                   | Vittorio Ellena                                        |
| Lavori Pubblici                       |                                       |                                       | Giuseppe Saracco (Sinistra storica)               | Giuseppe Marchiori                                     |
| Interno                               |                                       |                                       | Francesco Crispi (Sinistra storica - Pentarca)    | Alessandro Fortis                                      |
| Pubblica Istruzione                   |                                       |                                       | Michele Coppino (Sinistra storica)                | Filippo Mariotti                                       |
| Guerra                                |                                       |                                       | Ettore Bertolè Viale (Indipendente)               | Giovanni Corvetto                                      |
| Marina                                |                                       |                                       | Benedetto Brin (Indipendente)                     | Carlo Alberto Racchia                                  |
| Finanze                               |                                       |                                       | Bernardino Grimaldi (Sinistra storica)            | Bonaventura Gerardi                                    |
| Grazia e Giustizia e Culti            |                                       |                                       | Giuseppe Zanardelli (Sinistra storica - Pentarca) | Francesco Cocco-Ortu                                   |
| Tesoro                                |                                       |                                       | Agostino Magliani (Sinistra storica)              | Bonaventura Gerardi                                    |

## Cronologia

### 1887
- 4 aprile - Il Governo giura dinnanzi al Re.
- 21 giugno - Il dazio sul frumento viene aumentato da 1,40 a 3 lire al quintale: tale provvedimento, motivato dall'esigenza di finanziare la politica coloniale, è approvato con 205 voti favorevoli e 48 contrari. Successivamente è approvata la nuova tariffa generale che aumenta in modo rilevante i dazi protettivi applicati all'importazione di alcuni prodotti agricoli e della maggior parte dei beni già prodotti dall'industria nazionale: la scelta protezionista che ottiene dalla Camera 199 voti favorevoli e 37 contrari sarà ratificata in Senato il 10 luglio (69 sì e 12 no).[6]
- 29 luglio - All'età di 74 anni scompare a Stradella il Presidente del Consiglio Agostino Depretis[7], portando così alle immediate dimissioni dell’esecutivo che, notificate il giorno stesso al Re, portano questi ad affidare a Francesco Crispi il mandato di formazione di un nuovo esecutivo, il quale sarà costituito dai medesimi ministri di quello uscente. Con il giuramento di questi, si conclude ufficialmente l’esperienza di governo.